# Челасин
Челасин — река в Аяно-Майском районе Хабаровского края, Россия, левый приток Северного Уя. Длина реки — 191 км, площадь водосборного бассейна — 5870 км².

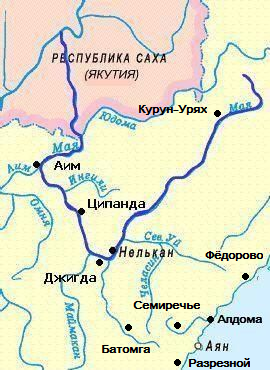
Бассейн Маи

Начинается на высоте более 850 м над уровня моря в центральной части хребта Джугджур, вытекая из небольшого озера в районе горы Верхний Челасин. Преимущественно течёт в северном направлении. В среднем течении образует долину между хребтами Микчангра на западе и Джугджур на востоке. Берега участками заболочены. Впадает в Северный Уй несколькими рукавами по левому берегу на высоте ниже 378 м над уровнем моря ниже впадения Нёта. В нижнем течении ширина русла — 51-62 м при глубине 0,8-1,3 м, скорость течения — 1,3-1,5 м/с.

## Основные притоки
Указаны поименованные притоки длиной 20 км и более
| Название      | Расстояние от устья | Длина | Положение |
| ------------- | ------------------- | ----- | --------- |
| Неликан       | 2,2                 | 49    | правый    |
| Малый Комуй   | 30                  | 66    | правый    |
| Большой Комуй | 46                  | 75    | правый    |
| Курья         | 53                  | 26    | правый    |
| Большая Кира  | 72                  | 20    | левый     |
| Аимчан        | 104                 | 41    | левый     |
| Бурунда       | 122                 | 22    | правый    |
| Архай         | 130                 | 34    | правый    |
| Гоночан       | 137                 | 30    | правый    |
| Биранджа      | 159                 | 36    | правый    |

## Данные водного реестра
По данным государственного водного реестра России относится к Ленскому бассейновому округу, речной бассейн реки — Лена, речной подбассейн реки — Алдан, водохозяйственный участок реки — Мая от истока до водомерного поста села Аим.
Код объекта в государственном водном реестре — 18030600512117300025478.